# Micke Brasseleur

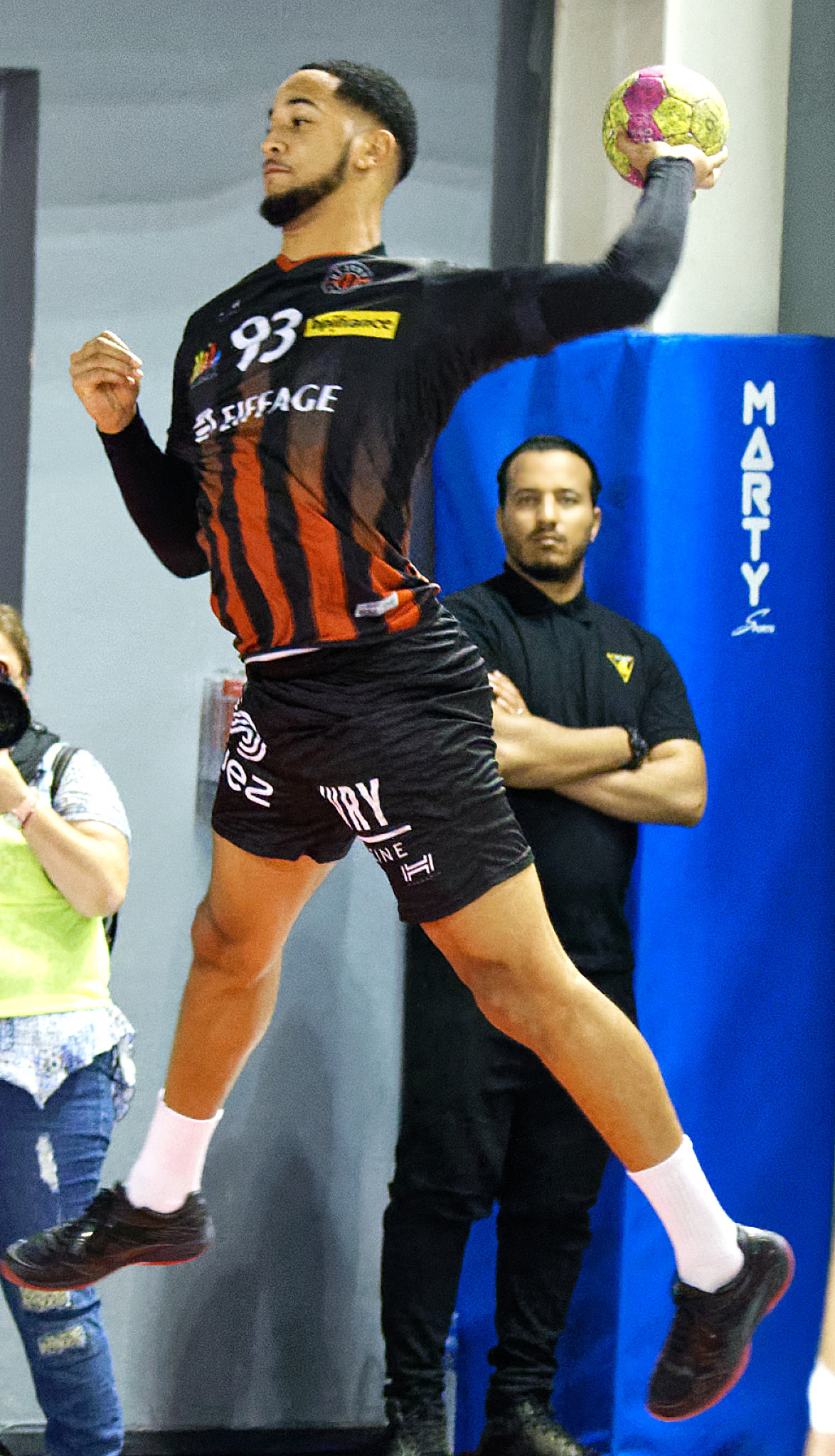
Micke Brasseleur au tir, le 28 septembre 2016.

Micke Brasseleur, né le 16 avril 1993 à Paris, est un joueur professionnel de handball franco-algérien.

## Biographie
Après s'être essayé au football, Micke Brasseleur découvre le handball à 16 ans à l'occasion d'une journée portes ouvertes au club de handball de sa ville, Le Bourget. Gaucher, grand (1,95 m à 17 ans), il joue une première saison au Bourget avant de rejoindre le Villemomble Handball pour jouer en championnat de France des moins de 18 ans. Il intègre ensuite le centre de formation de Tremblay-en-France Handball.
En 2012, il participe à l'Euro en Turquie avec l'équipe de France junior.
Lors de la saison 2012-2013, il évolue régulièrement en première division avec son club de Tremblay-en-France Handball, marquant notamment 12 buts face au Paris Saint-Germain Handball lors de la dernière journée du championnat. Ces bonnes performances lui conduisent à signer son premier contrat professionnel en avril 2013 et à figurer sur la liste élargie de l'équipe de France pour l'Euro 2014.
En novembre 2015, peu utilisé par son entraîneur qui lui préfère David Miklavcic et le jeune Dika Mem, Micke Brasseleur décide de prendre la direction du HSC 2000 Cobourg, qui évolue en 2. Bundesliga. Puis, dès février 2016, il annonce la signature d'un contrat de deux ans à l'US Ivry à compter de la saison suivante.
En 2018, il prend la direction de l'USAM Nîmes Gard.
En 2019, il est appelé pour la première fois en équipe nationale algérienne par Alain Portes pour un stage à Nîmes du 21 au 27 octobre.
En janvier 2020, il rejoint le Limoges Handball mais à l'intersaison 2021, le club limougeaud recrute à son poste Jure Dolenec et Ewan Kervadec : « d'une volonté commune » entre les deux parties, il quitte Limoges après la première journée de championnat pour rejoindre le Pays d'Aix UC de Thierry Anti qui était à la recherche d'un second arrière droit pour son effectif.